# Нагольный (Волгоградская область)
Нагольный — хутор в Котельниковском районе Волгоградской области. Административный центр и единственный населённый пункт Наголенского сельского поселения.
Население - 1013 (2021)

## История
Дата основания не установлена. Впервые под названием Нагольницкой хутор отмечен на карте Российской империи 1812 года. На карте земли Войска Донского 1833 года указан как хутор Нагольной. Хутор относился к юрту станицы Верхне-Курмоярской.
Согласно Списку населённых мест Земли Войска Донского по сведениям за 1859 год в хуторе имелось  36 дворов, всего проживало 357 человек. В 1873 году в хуторе Нагольном имелось 74 двора, проживало 291 житель мужского и 306 женского пола.
Согласно данным первой Всероссийской переписи населения 1897 года в хуторе Наголинском проживало 483 душ мужского и 465 женского пола.  Согласно алфавитному списку населенных мест Области войска Донского 1915 года в хуторе Нагольном имелось 198 дворов, проживало 467 душ мужского и 458 женского пола, имелись хуторское правление, церковь, школа, старообрядческий молитвенный дом
По состоянию на 1936 год в составе Котельниковского района Сталинградской (Волгоградской) области (центр сельсовета).

## Физико-географическая характеристика
Хутор расположен в степи в пределах западной покатости Ергенинской возвышенности, относящейся к Восточно-Европейской равнине на Скифской тектонической плите, на правом берегу реки Нагольная (правый приток Аксая)., на высоте — 49 метров над уровнем моря. Рельеф местности холмисто-равнинный, от балки Нагольной отходят балки и овраги второго порядка. В окрестностях посёлка распространены солонцы (автоморфные) и каштановые солонцеватые и солончаковые почвы.
По автомобильным дорогам расстояние до областного центра города Волгограда (до центра города) составляет 210 км, до районного центра города Котельниково - 7 км (до центра города). 
Климат
Климат континентальный, засушливый, с жарким летом и относительно холодной и малоснежной зимой (согласно классификации климатов Кёппена - Dfa). Среднегодовая температура воздуха положительная и составляет + 9,1 °C. Средняя температура самого холодного января -5,7 °С, самого жаркого месяца июля +24,2 °С. Расчётная многолетняя норма осадков - 381 мм. В течение года количество осадков распределено относительно равномерно: наименьшее количество осадков выпадает в феврале-марте и октябре (по 25 мм), наибольшее количество - в июне (41 мм) и декабре (39 мм).
Часовой пояс
Нагольный, как и вся Волгоградская область, находится в часовой зоне МСК (московское время). Смещение применяемого времени относительно UTC составляет +3:00.

## Население
Динамика численности населения
| 1859 | 1873 | 1897 | 1915 | 2002 |
| ---- | ---- | ---- | ---- | ---- |
| 357  | 597  | 948  | 925  | 1010 |

| 2010  | 2012  | 2013  | 2014  | 2015  | 2016  | 2017  |
| ----- | ----- | ----- | ----- | ----- | ----- | ----- |
| 1065  | ↘1052 | ↘1051 | ↘1042 | ↘1032 | ↘1030 | ↘1026 |
| 2018  | 2019  | 2020  | 2021  |       |       |       |
| ↘1020 | ↘1019 | ↘1013 | →1013 |       |       |       |

## Известные жители
В 1927 году в хуторе Нагольный 2-го Донского округа Сталинградской губернии родился Николай Михайлович Евдокимов (1927 — 07.02.1993) — комбайнёр колхоза «Красный Донец» Котельниковского района Волгоградской области, Герой Социалистического Труда (19.04.1967).